# Volmanova vila

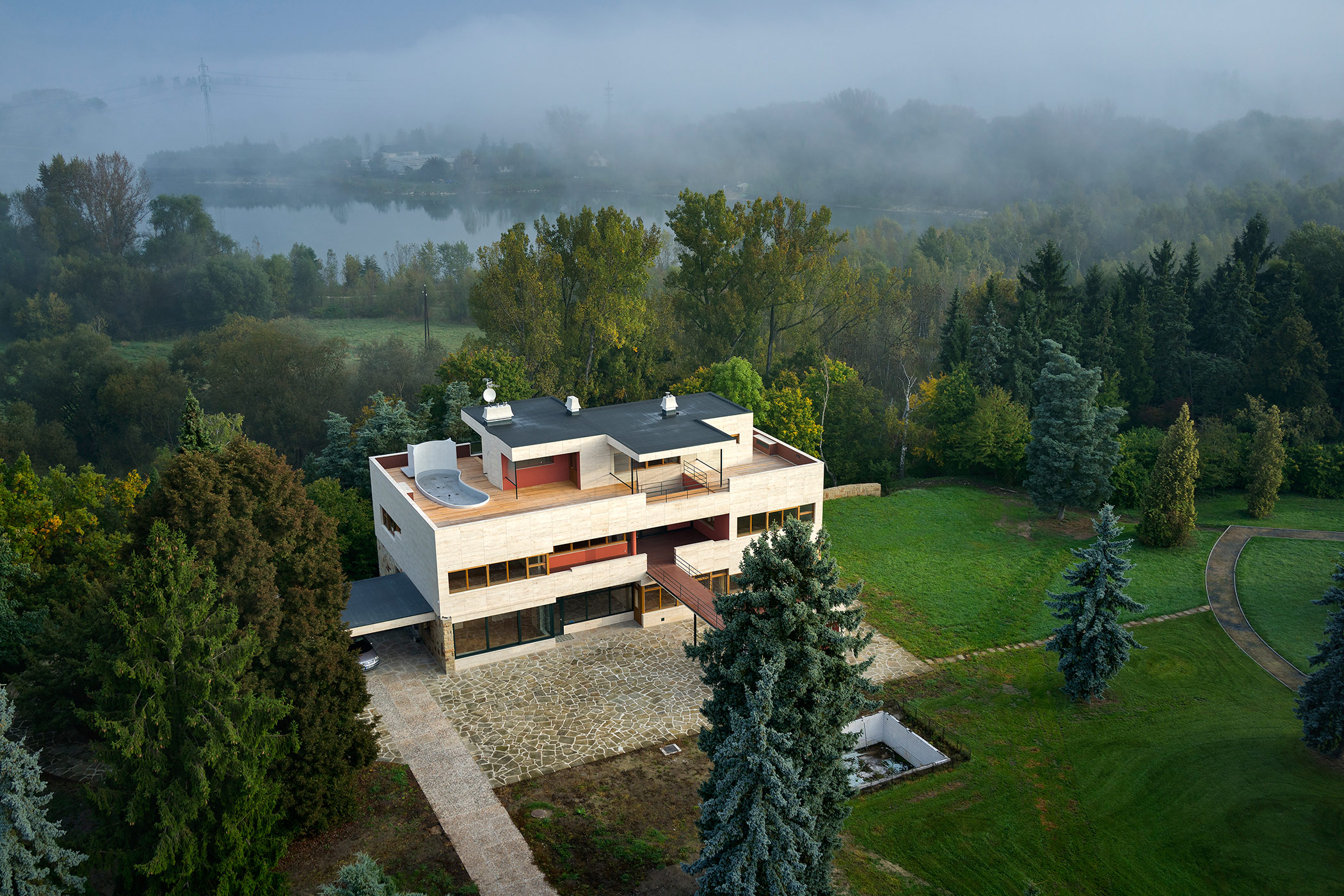
Volmanova vila

Volmanova vila v Čelákovicích je funkcionalistický dům postavený v letech 1938–1939 českými architekty Jiřím Štursou a Karlem Janů pro místního továrníka Josefa Volmana. Stavitelem byl Karel Bíbr. Velkolepý areál vily je ukázkou moderního bydlení meziválečné doby, tím nejlepším z českého funkcionalismu a architektury i myšlenek Le Corbusiera, který byl architektům velkou inspirací a vzorem. Představuje vyústění myšlenek moderní architektury a syntézu různých proudů evropské moderny.

## Historie
Od konce druhé světové války do počátku 90. let 20. století se zde nacházela mateřská školka, poté byla vila v dezolátním stavu. Nový život se ji rozhodli vrátit noví majitelé, skupina čelákovických podnikatelů a patriotů. Právě díky ním prošel dům v letech 2002–2015 celkovou rekonstrukcí. Obnovu areálu svěřili architektonické kanceláři TaK Architects architekta Marka Tichého. Tento počin byl oceněn Cenou poroty v soutěži Stavba roku v kategorii rekonstrukce. V roce 2020 vyšla v nakladatelství Argo monografie Volmanova vila - klenot meziválečné architektury. V září 2022 se Volmanova vila připojila do katalogu moderní architektury Iconic Houses a otevřela prohlídkový okruh návštěvníkům. Vila je jako nemovitá kulturní památka zapsána v Ústředním seznamu kulturních památek ČR. V současné době funguje soukromá památka moderní architektury jako takzvané „domovní muzeum“. Je živým místem, kde se kromě komentovaných prohlídek konají také kulturní i společenské akce. 

## Umístění vily
Vila se nachází na oploceném soukromém pozemku na severozápadním okraji Čelákovic, vedle sídliště V Prokopě. Vidět ji lze buď od hlavní brány na pozemek nebo od tůní u vodní nádrže Malvíny a řeky Labe. V okolí je bezplatná možnost parkování na vyznačených místech.

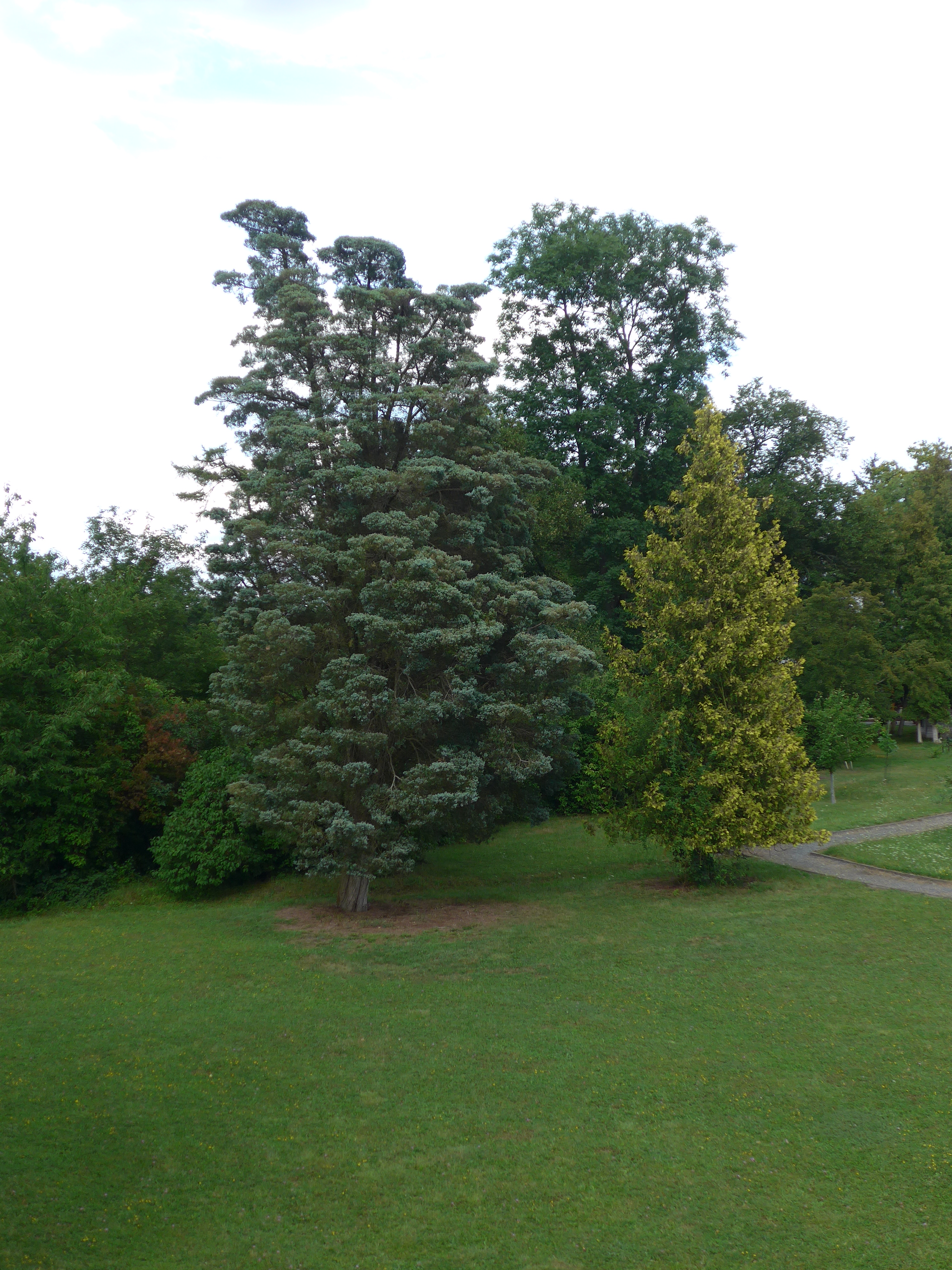
Pohled na část zahrady